# Boże, zachowaj Cara!
Boże, zachowaj Cara! (ros. Боже, Царя храни! w transkrypcji: Boże, Caria chrani!) – hymn Imperium Rosyjskiego w latach 1833–1917. Słowa napisał poeta Wasilij Żukowski, a muzykę skomponował Aleksiej Lwow.
Pieśń ta została wybrana w 1833 roku na hymn Rosji w następstwie konkursu. Pierwszy raz hymn został wykonany 18 grudnia 1833 (według innej wersji 25 grudnia). Zniesiony po rewolucji lutowej i obaleniu caratu w marcu 1917 i zastąpiony najpierw przez Marsyliankę ze słowami Piotra Ławrowa z 1875, zaś później po przewrocie przez Międzynarodówkę.
Wielu kompozytorów, zwłaszcza pochodzenia słowiańskiego, wplotło motyw carskiego hymnu w swoje utwory. Najbardziej znany przypadek to użycie fragmentów hymnu przez Piotra Czajkowskiego w uwerturze „Rok 1812” (użycie w uwerturze Rok 1812 hymnu Boże, Caria chrani! w kontraście z Marsylianką było anachronizmem, ponieważ w 1812 hymnu jeszcze nie skomponowano) i w Marszu słowiańskim. Motyw ten pojawił się również w muzyce do filmu Doktor Żywago.

## Słowa hymnu
Боже, Царя храни!
Cильный, Державный,
Царствуй на славу, на славу намъ!
Царствуй на страхъ врагамъ,
Царь Православный!
Боже, Царя храни!
Боже, Царя храни!
Славному долги дни
Дай на земли! Дай на земли!
Гордыхъ смирителю,
Слабыхъ хранителю,
Всѣхъ утешителю—все ниспошли!
Перводержавную
Русь Православную,
Боже, храни! Боже, храни!
Царство ей стройное,
Въ силѣ спокойное!
Все-жъ недостойное прочь отжени!
Воинство бранное,
Славой избранное,
Боже, храни! Боже, храни!
Воинамъ-мстителямъ,
Чести спасителямъ,
Миротворителямъ долгiе дни!
Мирныхъ воителей,
Правды блюстителей
Боже, храни! Боже, храни!
Жизнь ихъ примѣрную
Нелицемѣрную,
Доблестямъ вѣрную воспомяни!
О, Провидѣнiе!
Благословенiе
Намъ ниспошли! Намъ ниспошли!
Къ благу стремленiе,
Въ счастьѣ смиренiе,
Въ скорби терпѣние дай на земли!
Будь намъ заступникомъ,
Вѣрнымъ сопутникомъ
Насъ провожай! Насъ провожай!
Свѣтло-прелестная,
Жизнь поднебесная,
Сердцу извѣстная, сердцу сіяй!

Ortografia sprzed reformy 1918.